# Romelanda församling
För andra betydelser, se Romelanda (olika betydelser)
Romelanda församling är en församling i Göta Älvdalens kontrakt i Göteborgs stift. Församlingen ligger i Kungälvs kommun i Västra Götalands län och ingår i Romelanda pastorat.

## Administrativ historik
Församlingen har medeltida ursprung. 
Församlingen var till 1942 annexförsamling i pastoratet Kareby och Romelanda, för att därefter vara moderförsamling i pastoratet Romelanda och Kareby.
Vid en brand i Romelanda prästgård 1815 förstördes pastoratets arkiv och därmed kyrkböcker för släktforskning.

## Kyrkobyggnader
- Romelanda kyrka
- Norrmannebo kapell

### Fotnoter
1. ↑  Nationell Arkivdatabas Referenskod: SE/148208000, läst: 18 augusti 2018.[källa från Wikidata]
2. ↑  Stift, kontrakt och pastorat i nummerordning med ingående församlingar 2020-01-01, SCB, läs online.[källa från Wikidata]
3. 1 2  Medlemmar i Svenska kyrkan i förhållande till folkmängd den 31.12.2019 per församling, kommun och län samt riket, Svenska kyrkan, läs online.[källa från Wikidata]
4. ↑  ”Förteckning (Sveriges församlingar genom tiderna)”. Skatteverket. 1989. http://www.skatteverket.se/privat/folkbokforing/omfolkbokforing/folkbokforingigaridag/sverigesforsamlingargenomtiderna/forteckning.4.18e1b10334ebe8bc80003999.html. Läst 17 december 2013.